# Derichthys serpentinus
Genre
Espèce
Statut de conservation UICN

 LC  : Préoccupation mineure
Derichthys serpentinus, unique espèce de son genre Derichthys (monotypique), est un poisson de mer qui se rencontre dans tous les océans, des eaux tropicales aux eaux tempérées.
Il mesure jusqu'à 40 cm de long et a un corps serpentiforme ressemblant à celui de l'anguille. Sa peau est sans écaille et est d'une couleur brun-roux. Il vit à grandes profondeurs (entre -200 et −2 000 m) et se nourrit de petits poissons et de crustacés.